# Casa Baro (Baix Pallars)
La Casa Baro és una obra amb elements gòtics i renaixentistes de Baix Pallars (Pallars Sobirà) inclosa a l'Inventari del Patrimoni Arquitectònic de Catalunya.

## Descripció
Gran casal amb façana principal a la Plaça Major, orientada a llevant. A la planta baixa s'obre un porxo format per dues grans arcades lleugerament apuntades. Sota d'aquest es troba el portal d'arcada ogival, actualment mig encegat i en el que s'obren dues petites portes.
A la façana del primer pis hi ha dues finestres i un balcó. La finestra central, emmarcada per una motllura, presenta a la part superior un petit fris on apareixen gravats en alt relleu un escut nobiliari, al centre, i un cercle a cada banda. Una llegenda de difícil lectura emmarca el fris. Per damunt la finestra, a la cornisa existent sota el ràfec de la coberta, hi ha esculpida una testa humana.